# Buttermere (Wiltshire)
Buttermere è un piccolo villaggio e parrocchia civile al confine orientale del Wiltshire, in Inghilterra, a circa 7 km a sud di Hungerford e 16 km a sud-est di Marlborough. Il paese sorge sopra la ripida scarpata di Ham Hill, e con i suoi 257 metri sopra il livello del mare è il villaggio che si trova all'altitudine maggiore nel Wiltshire e probabilmente nell'intero Wessex.
La parrocchia comprende la frazione di Henley, che si trova a sud-ovest di Buttermere, vicino al confine con la contea dell'Hampshire, sul lato occidentale di Inkpen Hill.

## Toponomastica
Un insediamento a Buttermere è stato registrato intorno all'anno 930 come Butermere e come Butremare nel Domesday Book. Si pensa che il nome derivi dall'inglese antico: butere + mere, che può essere tradotto col significato di "lago con buon pascolo".

## Storia
Il territorio di Buttermere fu registrato nel IX secolo e dall'XI fu detenuto dalla prioria di Saint Swithun, con sede a Winchester. La zona di Henley fu probabilmente aggiunta alla parrocchia nell'XI secolo, quando era anch'essa detenuta dalla prioria di Saint Swithun. La parrocchia si trovava nella foresta di Savernake fino al 1330.
La popolazione della parrocchia è rimasta stabile intorno ai 130 abitanti per tutto l'Ottocento, ma è diminuita nel XX secolo, raggiungendo i 39 abitanti nel 1971.
Una piccola scuola fu costruita vicino alla canonica nel 1872 e fu chiusa nel 1944, dato che c'erano solo nove alunni.

## Chiesa parrocchiale
La chiesa parrocchiale di Saint James della Chiesa d'Inghilterra è una delle più piccole del Wiltshire. C'era una chiesa qui nel XIII secolo e un acquerello di John Buckler del 1806 mostra un semplice edificio con una piccola torre in legno. Nel 1855-1856 la chiesa fu ricostruita sulla stessa pianta, utilizzando materiali di recupero, con una piccola cuspide centrale.
La chiesa si trova nella parrocchia di Ham e Buttermere, che fa parte del team ministry di Savernake.

## Governo locale
La parrocchia civile di Buttermere è governata da un'assemblea parrocchiale, una forma di governo applicata alle parrocchie con una popolazione ridotta. Si trova nell'area dell'autorità unitaria del Consiglio del Wiltshire, che è responsabile di tutte le funzioni più importanti del governo locale.